# Argosy Glacier
Argosy Glacier är en glaciär i Antarktis. Den ligger i Östantarktis. Australien gör anspråk på området. Argosy Glacier ligger 1 805 meter över havet.
Terrängen runt Argosy Glacier är varierad. Trakten är obefolkad. Det finns inga samhällen i närheten.